# Seamus Blake

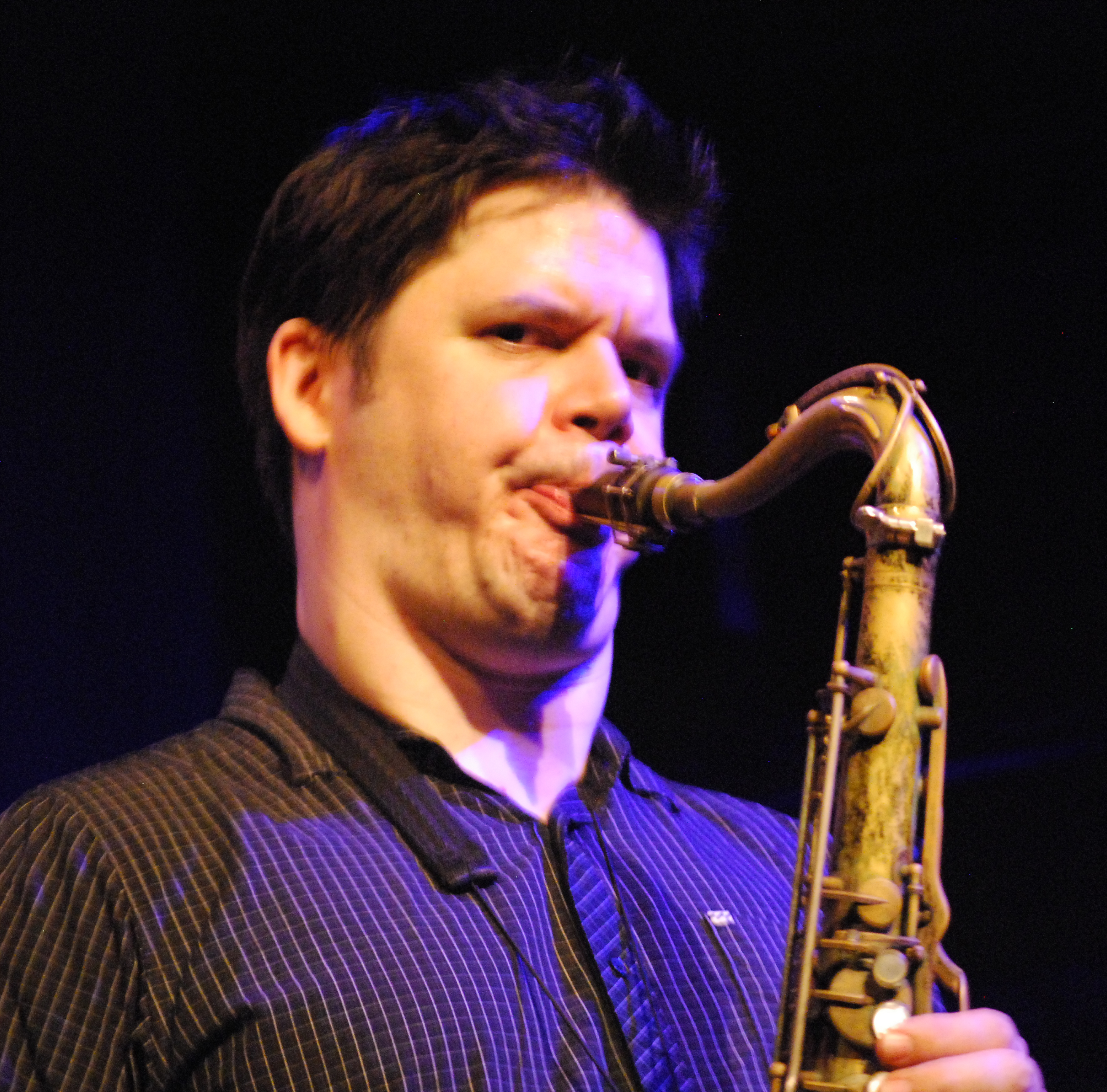
Seamus Blake, Innsbruck 2011

Seamus Blake (* 8. Dezember 1970 in London) ist ein kanadischer Jazz-Saxophonist (Tenor, Sopran, EWI).

## Werdegang
Blake wuchs im kanadischen Vancouver auf, spielte zunächst Violine und erst ab vierzehn Jahren Altsaxophon (und bald darauf Tenorsaxophon) in seiner High School Band.  Er studierte ab Ende der 1980er Jahre am Berklee College of Music in Boston. Nach dem Abschluss zog er 1992 nach New York. Noch in Berklee nahm er mit dem Schlagzeuger Victor Lewis auf, in dessen Quintett er spielt. Er ist auch langjähriges Mitglied der Mingus Big Band.  Er spielte auch bzw. nahm auf mit Joshua Redman, John Scofield (auf Tour), Brad Mehldau, Randy Brecker und Michael Brecker, Kurt Rosenwinkel, Dave Douglas, Jane Monheit, Franco Ambrosetti, Joe Lovano, Jack DeJohnette, Kenny Barron, Kevin Hays und David Smith. Er hat eine eigene Band „The Bloomdaddies“ (u. a. mit Jorge Rossy, Chris Cheek), mit der er 1995 ein gleichnamiges Album aufnahm.
Seit seinem Debütalbum „The Call“ (Criss Cross Records) von 1993 hat er bis 2007 sechs Alben als Leader aufgenommen.
2002 gewann er den Thelonious-Monk-Wettbewerb in Washington D. C. und trat danach mit Wayne Shorter und Herbie Hancock auf.

## Diskographische Hinweise
- Four Mind Track (Criss Cross, 1994) mit Tim Hagans, Mark Turner. Kevin Hays, Larry Grenadier
- The Bloomdaddies (Criss Cross, 1995) mit Chris Cheek, Jesse Murphy
- Echonomics (Criss Cross, 2000) mit David Kikoski, Ed Howard, Victor Lewis
- Live at Smalls (SmallsLive, 2009)
- Guardians of a Heart Machine (Whirlwind,  2019)
- New York All-Stars: Live Encounter (2019), mit Eric Alexander, Mike LeDonne, Eric Söderland, Aldo Zunino, Bernd Reiter, Ian Shaw